# Zerynthia rumina
A borboleta-carnaval (Zerynthia rumina) é uma espécie de papilionídeo da tribo Luehdorfiini, com distribuição no sudoeste da Europa e Norte da África.

## Morfologia
Se trata de uma mariposa de tamanho mediano que alcança uma envergadura de 5 cm. As asas apresentam um formato axadrezado de fundo amarelo claro com manchas negras e vermelhas. No ápice da asa posterior possui uma pequena região vítrea, enquanto que nas asas anteriores na parte pós-dorsal, tem uma série de ocelos vermelhos.

## Biologia
As larvas alimenta-se de diversas espécies do gênero Aristolochia.

## Conservação
Na Espanha está classificada como "em perigo de extinção".

## Distribuição
A espécie tem distribuição na Espanha, França, Gibraltar, Portugal e no Norte da África.